# Kermesia nana
Kermesia nana är en insektsart som beskrevs av Ronald Gordon Fennah 1978. Kermesia nana ingår i släktet Kermesia och familjen Meenoplidae. Inga underarter finns listade i Catalogue of Life.